# Anisoditha curvidigitatus
Anisoditha curvidigitatus es una especie de arácnido del orden Pseudoscorpionida de la familia Tridenchthoniidae.

## Distribución geográfica
Se encuentra en Paraguay.